# Claude Louis Berthollet
Claude Louis Berthollet, (magyarosan Berthollet Kolozs Lajos) Talloires, 1748. december 9. – Arcueil, 1822. november 6.) francia vegyész.

## Életpályája
Kezdetben az orvosi tudományokat tanulta, később kémiára adta magát és e téren halhatatlan érdemeket szerzett magának. A párizsi École normale-ban és a politechnikai iskolában a kémia tanára volt 1794-től.

## Díjai, elismerései
1780-ban  a Francia Természettudományi Akadémia tagja lett. Később a Becsületrend főtisztjévé nevezték ki. XVIII. Lajos francia király uralkodása idején a pairs-kamara tagja volt.

## Kutatási eredményei
Berthollet még a flogisztonelmélet híve volt, de Antoine Lavoisier tanaival megismerkedve, már 1785-ben az akkori új nézeteket magáévá tette. Úgy az elméleti, mint a gyakorlati kémiának igen jelentékeny szolgálatokat tett. Kísérleti vizsgálatokat végzett: ammóniával, kéksavval, kénhidrogénnel, káliumkloráttal, durranó ezüsttel stb. A klór gyakorlati alkalmazását ő ismertette meg. A kémiai rokonság (affinitás) tanulmányozásával is sokat foglalkozott. Számos tartalmas értekezésben ismertette kutatásai eredményét.

## Emlékezete
- Róla kapta a paradió a latin nevét (Bertholletia excelsa).
- Szobra Annecyban áll.

## Művei
Nagyobb önálló munkái: 
- Éléments de l'art de la teinture (1791);
- Recherches sur la loi d'affinité (1807);
- Essai de statique chimique (1803).